# Thomas Bohrer
Thomas Robert Bohrer (West Islip, 6 de agosto de 1963) es un deportista estadounidense que compitió en remo.
Participó en dos Juegos Olímpicos de Verano, obteniendo dos medallas, plata en Seúl 1988 y plata en Barcelona 1992, en la prueba de cuatro sin timonel.
Ganó tres medallas en el Campeonato Mundial de Remo entre los años 1989 y 1993.

## Palmarés internacional
| Juegos Olímpicos   | Juegos Olímpicos         | Juegos Olímpicos  | Juegos Olímpicos   |
| Año                | Lugar                    | Medalla           | Prueba             |
| ------------------ | ------------------------ | ----------------- | ------------------ |
| 1988               | Seúl (Corea del Sur)     | Medalla de plata  | Cuatro sin timonel |
| 1992               | Barcelona (España)       | Medalla de plata  | Cuatro sin timonel |
| Campeonato Mundial |                          |                   |                    |
| Año                | Lugar                    | Medalla           | Prueba             |
| 1989               | Bled (Yugoslavia)        | Medalla de plata  | Cuatro sin timonel |
| 1991               | Viena (Austria)          | Medalla de plata  | Cuatro sin timonel |
| 1993               | Račice (República Checa) | Medalla de bronce | Cuatro sin timonel |